# Ricardo Ernesto Montes i Bradley
Ricardo Ernesto Montes i Bradley (Rosario, 9 de junio de 1905 - Buenos Aires, 22 de noviembre de 1976) fue un crítico de arte, diplomático, escritor, poeta, profesor, editor y columnista argentino. 

## Biografía
Colaboró regularmente en los diarios La Nación de Buenos Aires; La Capital de Rosario; Excélsior, El Nacional y Novedades, y en las revistas Siempre y Hoy de México. 
Se graduó en Derecho, Diplomacia y Ciencias Jurídicas y Sociales. Obtuvo la licenciatura en Historia. Fue Cónsul Honorario de la República de México en Rosario; miembro activo del Instituto Internacional de Literatura Ibero Americana; de la Asociación Internacional de Críticos; miembro de la Academia Nacional de Artes y Literatura de Cuba y de la Academia Nacional de Historia y Geografía de México; fue miembro honorario también de la Academia Mexicana de Genealogía y Heráldica; miembro de la Sociedad Argentina de Escritores (SADE); del Círculo de la Prensa y del Colegio de Abogados de la ciudad de Rosario; cofundador de la Escuela de Bellas Artes de Rosario y miembro de la Asociación de Críticos de México. Como editor, fue responsable y director del Boletín de Cultura Intelectual, de los Cuadernos del Litoral y de la Revista Paraná.
A comienzos de la década de 1950, al igual que otros intelectuales como Julio Cortázar, Osvaldo Bayer y Juan Rodolfo Wilcock― partió al exilio. Se radicó en México donde frecuentó la amistad de Alfonso Reyes, Carlos Fuentes, Diego Rivera, David Alfaro Siqueiros y Héctor Tizón, entre otros integrantes del medio cultural en los años 60 y 70. 
En 1964 fue designado agregado cultural en la embajada argentina en México y posteriormente nombrado delegado del Consejo Nacional de Turismo de México por el presidente Miguel Alemán Valdés.
Falleció en Buenos Aires, el 22 de noviembre de 1976.

## Obra impresa

### Publicaciones
- Revista Paraná

Una pléyade de autores publicaron por vez primera o colaboraron con Paraná: Amaro Villanueva, Juan L. Ortiz, Luis Gudiño Kramer, Juan Filloy, Fausto Hernández, Carlos Carlino, Rosa Wernicke, Marcelino Román y Alcides Greca y se difundió la labor de artistas plásticos como Julio Vanzo, Leónidas Gambartes, Juan Grela, Ricardo Warecki, Pedro Laborde, César Caggiano y Hermenegildo Gianzone.
De la revista Paraná se publicaron: el n.º 1 (invierno, 140 pp.), 2 (primavera, 140 pp.) y 3 (verano, 146 pp.) de 1941 y luego un tomo con los números 4 a 7 (otoño, invierno, primavera y verano, 268 pp.) de 1943.
- Boletín de Cultura Intelectual